# معبد بتاح (الكرنك)
معبد بتاح هو ضريح يقع داخل فناء آمون رع الكبير في مجمع الكرنك، الأقصر، مصر. يقع المعبد شمال معبد آمون الرئيسي، داخل الجدار الحدودي. وقد شيده الفرعون تحتمس الثالث في موقع معبد سابق من عصر الدولة الوسطى. وسعت المملكة البطلمية الصرح لاحقاً.

## تاريخه
خُصص المعبد للمعبود المصري القديم بتاح وزوجته سخمت إلهة الحرب وابنهما نفرتوم. بُني المعبد إبان المملكة الوسطى، خلال القرن الثامن عشر قبل الميلاد تقريباً، وقام تحتمس الثالث بإضافات خلال القرن الخامس عشر قبل الميلاد، خلال عصر الدولة الحديثة. خضع المعبد لعمليات ترميم متتالية من قبل شباكا خلال القرن الثامن قبل الميلاد، والبطالمة في القرون الأخيرة قبل الميلاد، وإبان عهد الإمبراطور الروماني تيبيريوس في القرن الأول الميلادي.

## انظر أيضًًا
- المعبد الجنائزي لأمنحتب الثالث
- معبد أمنحتب الرابع
- معبد رمسيس الثالث
- معبد آتون الكبير
- المعبد الجنائزي لمنتوحوتب الثاني

## وصلات خارجية
- Excavation program of the temple of Ptah and the southern structures by the Cfeetk (en)
- Report 2009 on the excavation program of the temple of Ptah and the southern structures by the Cfeetk (en)
- Report 2010 on the excavation program of the temple of Ptah and the southern structures by the Cfeetk (en)